# Atlantic City
Atlantic City város az amerikai New Jersey állam Atlantic megyéjében, kaszinóiról és boardwalkjáról híres.
A 2000 évi amerikai népszámlálás adatai szerint a város lakossága 40 517 fő volt, agglomerációjában 271 015 fő élt.
A város – amely a New Jersey államban, az Atlanti-óceán partja mellett egy szigeten fekszik – javarészt egy üdülőközösség.
A szigeten több város van még, ezek: Ventnor City, Margate City és Longport. A fő bevezető utak a Black Horse Pike (US 322/40), a White Horse Pike (US 30) és az Atlantic City Expressway.
Atlantic Cityt 1854. május 1-jén – az Act of the New Jersey Legislature papír aláírásával – Egg Harbor Township és Galloway Township települések egyesítésével nyilvánították várossá.

## Népessége
| 2010 | 39 558 |
| 2020 | 38 497 |